# سید حسن غزنوی
حسن غزنوی (با نام کامل: اشرف‌الدین ابومحمد حسن بن محمد حسینی غزنوی) (۵۳۵–۵۶۵ قمری) مشهور به اشرف و با تخلص حسن، شاعر و واعظ سده ششم هجری است. اشرف الدین بخش عمده عمر خویش را به خدمت‌گزاری پادشاه غزنوی، بهرام‌شاه و نیز مدتی را هم به خدمت سلطان سنجر سلجوقی گذراند. وی در بیشتر قالب‌های شعری طبع‌آزمایی کرده و معاصر سنایی بود.
دیوان او ۸۳ غزل دارد و نزدیک به چهارهزار بیت است.
غزنوی در سال ۵۶۵ ه‍.ق به علت ابتلای ناگهانی به بیماری در روستای آزادوار درگذشت و آرامگاهش در همان‌جاست.

## نمونهٔ شعر
| آرام‌دلِ مرا بخوانید، بر مردمِ چشمِ من نشانید           |  | آوازهٔ عشقِ من شنیدید، اندازهٔ حُسنِ او بدانید          |
| از دور در او نگاه کردن، انصاف دهید کی توانید        |  | از دیده و جان و از دل و تن، این خدمتِ من بدو رسانید |
| ای خوبان او چو آفتابست، در جمله شما به او چه مانید؟ |  | عشقْ اندُه و حسرتست و خواری، عاشق مشوید اگر توانید   |